# Aymara (volk)

Vlag van de Aymara.

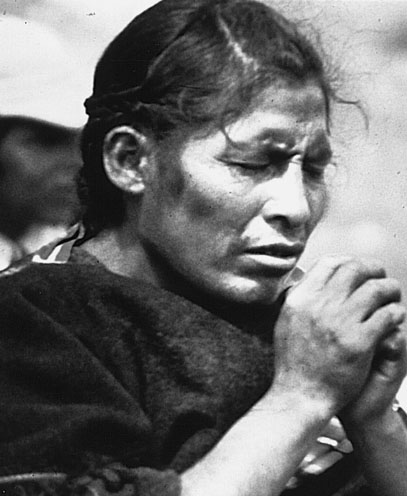
Biddende Aymara

Aymara is een volk in het westen van Bolivia, het uiterste zuidoosten van Peru, het noordoosten van Chili en het noordwesten van Argentinië.

## Tiahuanaco
De Aymara's bewonen de streken ten zuiden en oosten van het Titicacameer en waren eens de stichters van het rijk van Tiahuanaco, dat aan het Incarijk voorafging.
Sporen van de Ayamara's van de 10e tot de 12e eeuw zijn op tal van plaatsen te vinden, maar van hun geschiedenis is niets bekend. Hetzelfde geldt voor de 'tussenperiode', die volgde op de 'Tiahuanaco-tijd'.

## Onder Inca's
De bevolking van het Incarijk bestond uit de etnische groepen: Chimu's, Uru's, Quechua's en Aymara's, met ieder een verschillende taal. 
De Inca's namen het gebied van Tiahuanaco, de Altiplano in onder Huayna Capac (regering 1483-1523).

## Onder Spanje
De Aymara's werden in 1538 door de Spanjaarden onderworpen.
De Aymara zijn een inheems volk dat onder de Spaanse overheersing van het laagland overleefde in de hooglanden van de Andes.
Ze werkten vooral als mijnwerkers in de kolenmijnen en als landarbeiders. In de koloniale tijd werden de Aymara verdeeld in elf stammen: Canchi, Caranga, Charca, Colla, Collagua, Collahuaya, Omasuya, Lupaca, Quillaca, Ubina en Pacasa. Er waren opstanden in 1629 en 1780. Bij de opstand van 1780 werd La Paz bijna ingenomen en er kwamen veel Spanjaarden om. In 1782 werd de opstand door de Spanjaarden neergeslagen.

## Bolivia en Peru
Peru werd in 1821 onafhankelijk. In 1952 was er de Boliviaanse Revolutie.
Ze behielden hun eigen taal, het Aymara, en namen nauwelijks deel aan het bestuur van de onafhankelijke staten Bolivia en Peru.
De Boliviaanse president (2006-2019) Evo Morales is van Aymaraanse afkomst, evenals zijn minister van Buitenlandse Zaken David Choquehuanca. In zijn regering schafte Morales direct het ministerie voor indianenzaken af, een ‘racistische’ instelling, vond hij, in een land waar drie op de vijf mensen geldt als indiaans.
In 2009 kreeg Bolivia een nieuwe grondwet, die van het land een "plurinationale staat" maakte. De Aymara en andere inheemse volkeren kregen het recht op het behoud van hun taal, hun cultuur, hun traditionele geneeskunde en hun rechtssysteem, de "justicia comunitaria". In het parlement hebben ze een aantal gereserveerde zetels. Ze verschijnen daar in traditionele kleding en kiezen net als Morales voor traditionele rituelen bij hun installatie.
Het Aymara is in Bolivia naast het Quechua een officiële taal.

## Cultureel erfgoed
Tot het cultureel erfgoed van de Aymara behoort de danza diablada of duivelsdans, een mengsel van indiaanse en Spaans-koloniale invloeden.